# Académie impériale de théologie de Saint-Pétersbourg

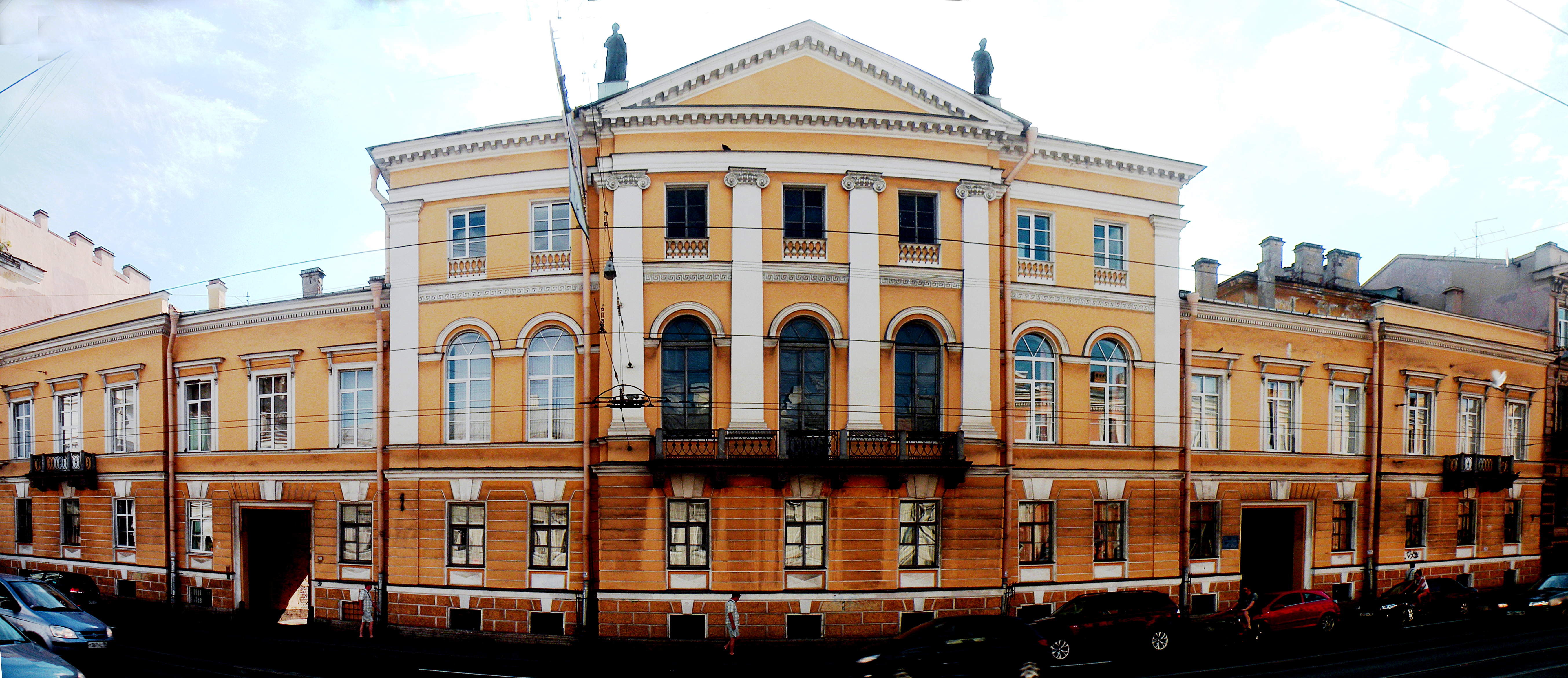
La façade de l'académie, de nos jours siège de l'Institut de philologie.

 (février 2016).
Si vous disposez d'ouvrages ou d'articles de référence ou si vous connaissez des sites web de qualité traitant du thème abordé ici, merci de compléter l'article en donnant les références utiles à sa vérifiabilité et en les liant à la section « Notes et références ».
L'académie impériale de théologie (en polonais: Cesarska Akademia Duchowna; en russe : Императорская Духовная Академия) est un ancien grand séminaire catholique installé à Saint-Pétersbourg, capitale de l'Empire russe, en 1842. L'académie décernait des diplômes de maîtrise et de doctorat en théologie pour former le clergé catholique de l'Empire. 
Elle prend son origine à l'université de Wilno dont la faculté de théologie a été la seule à demeurer ouverte avec la faculté de médecine, après les événements insurrectionnels de 1830-1831 en Pologne et la fermeture des autres facultés de l'université. Elle dépend directement des affaires religieuses du ministère de l'intérieur. 
Après la révolution d'Octobre survenue en 1917, l'académie déménage à l'université catholique de Lublin en Pologne. Une autre académie de théologie lui succède à Saint-Pétersbourg en 1995, le séminaire de Marie Reine des Apôtres.

## Enseignement
Une quarantaine d'étudiants reçoivent un enseignement en latin et en russe dans les matières suivantes : théologie, Écritures saintes, homilétique, herméneutique, archéologie, histoire de l'Église, droit canon, logique, éthique, lettres classiques, lettres polonaises et russes, Histoire, Histoire russe, français, etc.

## Historique
L'académie de théologie s'installe dans les anciens locaux de l'académie impériale de Russie de l'île Vassilievski et son réaménagement est financé par les fonds venus des monastères et couvents fermés. La façade est de style néoclassique avec fronton à la grecque. Les architectes sont Andreï Mikhaïlov et Vassili Stassov. La cérémonie de consécration se fait en présence de l'empereur Nicolas Ier qui lui donne le titre d'académie « impériale ». Les autres séminaires catholiques lui sont subordonnés. Un numerus clausus porte le nombre des étudiants à quarante (mis à part les Arméniens catholiques), nombre porté à soixante, après la fermeture du grand séminaire de Varsovie en 1867. Beaucoup d'étudiants sont envoyés ensuite dans d'autres universités catholiques après leurs études à Saint-Pétersbourg, la plupart à Rome ou en Allemagne. En 1906, les chaires s'élevaient à treize.
La plupart des étudiants sont polonais ou lituaniens, avec également des minorités d'Allemands de la Volga, d'Allemands de la mer Noire, d'Allemands de la Baltique ou d'autres provinces, ainsi que de Biélorusses et de Lettons.

## Recteurs
- Ignacy Hołowiński (1842-1855)
- Wicenty Lipski (1855-1857)
- Antoni Jakubielski (1857-1860)
- Aleksander Kazimierz Bereśniewicz (1860-1864)
- Dominik Stacewicz (1864-1876)
- Szymon Marcin Kozłowski (1877-1880)
- Antoni Franciszek Audziewicz (1880-1884)
- Franciszek Albin Symon (1884-1897)
- Karol Niedziałkowski (1897-1901)
- Longin Żarnowiecki (1901-1910)
- Aleksander Kakowski (1910-1913)
- Idzi Benedykt Radziszewski (1913-1917)

## Anciens élèves
- Fabian Abrantovitch
- Constantin Budkiewicz
- Jan Cieplak
- André Cikoto
- Antoni Czerwiński
- Zygmunt Szczęsny Feliński
- Aleksander Kakowski
- Joseph Aloysius Kessler
- Antoni Malecki
- Jurgis Matulaitis
- Boleslas Sloskans
- Julijans Vaivods